# A Rush of Blood to the Head Tour
A Rush of Blood to the Head Tour fue una gira mundial realizada por la banda inglesa Coldplay para promocionar su segundo álbum de estudio, A Rush of Blood to the Head.
Oficialmente la gira se realizó durante 12 meses entre 2002 y 2003, cubriendo los cinco continentes. En el verano de 2002, Coldplay había concretado una serie de conciertos en Europa y Norteamérica para promocionar el álbum, pero estos no fueron anunciados como parte de la gira.
El DVD Live 2003 fue grabado durante la gira en Sídney, Australia, los días 21 y 22 de julio de 2003.

## Estructura del tour
Coldplay tocó en arenas y anfiteatros. Los shows tenían bastante elaboración en escena y buenos efectos lumínicos. Por ejemplo, en la canción Daylight se colocó la imagen de un sol en el escenario. Sacando más de alguna idea del reciente Elevation Tour de U2, Coldplay adoptó algunas pantallas detrás del escenario, que mostraban a todos los integrantes simultáneamente.
Durante la gira, Chris Martin, líder de la banda, cantó con Ron Sexmith Gold In Them Hills. Además, Martin cantó en algunas ocasiones luego de inhalar un globo con helio.
Los shows tuvieron un 50% de material del disco anterior de la banda, Parachutes, y un 50% de A Rush of Blood to the Head. El tour oficial incluyó además temas nunca editados.

## Show
Durante sus shows, Coldplay siguió básicamente la misma estructura, aunque variando el orden de las canciones. El ejemplo a continuación corresponde al concierto de la banda tocado en Toronto, Ontario, Canadá, el 11 de junio de 2003.

### Set principal
1. Politik
2. God Put a Smile upon Your Face
3. A Rush of Blood to the Head
4. Daylight
5. Trouble
6. One I Love
7. Don't Panic
8. Moses
9. Everything's Not Lost
10. The World Turns Upside Down
11. Yellow
12. The Scientist

### Primera repetición
1. Clocks
2. In My Place
3. Amsterdam

### Segunda repetición
1. Lips Like Sugar
2. Life is for Living